# Gough
Gough je priimek več oseb:
- Guy Francis Gough, britanski general
- Lloyd Gough, ameriški igralec
- Maddy Gough, avstralski plavalec
- William George Hugh Gough, britanski general